# 九三学社湖北省委员会
九三学社湖北省委员会，简称九三学社湖北省委、九三湖北省委、湖北九三学社，是九三学社在湖北省的地方组织。